# KYV36
DIGNO rafre KYV36（ディグノ ラフレ ケーワイブイ サンロク）、およびDIGNO L（ディグノ エル）は、京セラによって日本国内向けに開発された、第3.9世代移動通信システム（au 4G LTE/au VoLTE）、および第4世代移動通信システム（WiMAX2+）対応スマートフォンである。前者はauブランドを展開するKDDIおよび沖縄セルラー電話向け、後者はUQ mobileブランドを展開するUQコミュニケーションズおよびUQモバイル沖縄向けである。
DIGNOシリーズのひとつ。DIGNO Lのモデル番号はKYV36。ただし、2017年以降に発表・発売された機種よりau向けの機種と区別をつけるため、製造型番の末尾に「U」の記号が付与される。
なお、本機は2016年3月18日より発売を開始した児童向け腕時計型フィーチャーフォンのmamorino Watch（ZTF31）と共にKDDIが提案する「KDDI ママプロジェクト」の一環として開発された。

## 概要
世界初となる泡タイプのハンドソープで洗い流せる仕様を持ったスマートフォンであり、育児をしている若年の主婦を対象としている。同社製の既存のシニア向けスマートフォンであるシンプルスマートフォン BASIO KYV32を基に再設計・再開発されており、同キャリア向けのDIGNOシリーズとしては2013年冬モデルのDIGNO M KYL22以来、およそ2年1か月ぶりの投入となる。
従来の防水携帯に搭載していたパッキン部のOリングは別パーツだったため、本体との間に段差が生じてそこからハンドソープの混ざった水が侵入する恐れがあった。対して本機ではOリングを一体成形にして段差をなくすことで、ハンドソープの混ざった水が侵入しないことに成功した。また、マイクとスピーカー穴もそれぞれ従来より穴の広さを若干拡大し、確保することで、泡による石鹸糟が溜らないように工夫した。子供がスマートフォンを汚れた手で触ったり、料理をしているときにスマートフォンでレシピを見ながら汚したりしても、ハンドソープで簡単に洗い流すことが可能である。ただし侵入しないことが確認できているのは泡タイプのハンドソープのみで、普通の石鹸や洗剤などには対応していない。
ベース機と異なりMiracastに対応している。CPU、およびチップセット等のデバイスが一部変更され、4G LTEによるキャリアアグリケーションには非対応となっている。また、VoLTEに対応することから、既存ユーザーはau nano IC Card (4G LTE) からau Nano IC Card 04(VoLTE)へのau ICカードの交換が必要となる。
キャッチコピーは「洗えるって、ずっといい。」。
ベース機と異なり、SIMロック解除の義務化開始後に発売された機種のため、SIMロック解除に対応する。
なお、2016年7月28日には本機の同型機種としてauのMVNOを用いるUQ mobile向けのDIGNO Lが発売された。ただしベース機のDIGNO rafreと異なり、既存のau向けサービスはほぼ利用不可である。

## 搭載アプリ（DIGNO rafreでの場合）
- Skype
- Friends Note
- Foursquare
- au one ナビウォーク
- au one 助手席ナビ
- au one ニュースEX
- じぶん銀行
- Twitter for Android
- すぐ文字 for Android
- すぐこえ

## その他機能
※PC向けWebブラウザが標準装備されている。携帯向けサイト(EZWeb)は他のスマートフォンやPCと同じく閲覧不可。
| 主な機能・対応サービス（DIGNO rafreでの場合）                           | 主な機能・対応サービス（DIGNO rafreでの場合）                                       | 主な機能・対応サービス（DIGNO rafreでの場合） | 主な機能・対応サービス（DIGNO rafreでの場合） |
| ----------------------------------------------------------------------- | ----------------------------------------------------------------------------------- | --------------------------------------------- | --------------------------------------------- |
| Google Play au Market auスマートパス auウィジェット Webブラウザ         | LISMO! for Android （ハイレゾ音源非対応） LISMO WAVE うたパス ビデオパス ブックパス | おサイフケータイ NFC おくだけ充電（Qi）       | ワンセグ DLNA/DTCP-IP                         |
| au one メール PCメール Gmail EZwebメール                                | デコレーションメール デコレーションアニメ                                           | Friends Note                                  | PCドキュメント                                |
| au Smart Sports Run & Walk Karada Manager ゴルフ(web版) Fitness、歩数計 | GPS 方位計                                                                          | au oneナビウォーク au one助手席ナビ           | au one ニュースEX au one GREE                 |
| かんたんメニュー じぶん銀行                                             | 緊急速報メール                                                                      | Bluetooth                                     | 無線LAN機能 (Wi-Fi)                           |
| 赤外線通信 Miracast                                                     | WIN HIGH SPEED au VoLTE （シンクコール対応） au 4G LTE （CA非対応） WiMAX2+         | グローバルパスポート                          | auフェムトセル                                |
| microSD microSDHC microSDXC                                             | モーションセンサー(6軸)                                                             | 防水 防塵                                     | 簡易留守録 着信拒否設定                       |

- 安心セキュリティパックはフル対応（DIGNO rafreの場合のみ）

## 沿革
DIGNO rafre
- 2015年（平成27年）12月3日 - KDDI、および京セラより公式発表。
- 2015年12月11日 - 全国にて一斉発売開始。
- 2016年（平成28年）7月31日 - 沖縄を除く全国にて販売終了。
- 2016年11月30日 - 沖縄にて販売終了。

DIGNO L
- 2016年6月23日 - UQコミュニケーションズ、および京セラより公式発表。
- 2016年7月28日 - 全国にて一斉発売開始。